# Gibraltar Football Association
Gibraltar Football Association – ogólnokrajowy związek sportowy działający na terenie Gibraltaru, będący jedynym prawnym reprezentantem gibraltarskiej piłki nożnej, zarówno mężczyzn, jak i kobiet, we wszystkich kategoriach wiekowych w kraju i za granicą. Został założony w 1895 roku jako Gibraltar Civilian Football Association i jest jednym z najstarszych na świecie. W maju 2013 roku przystąpił do UEFA jako pełnoprawny członek (już wcześniej, w październiku 2012 roku został członkiem tymczasowym). Od 13 maja 2016 roku związek został członkiem FIFA. Swoje mecze rozgrywają na stadionie Victoria Stadium o pojemności 5 000; w przyszłości ma powstać także Europa Point Stadium, który ma spełniać wymogi dotyczące kategorii stadionów UEFA i mieć minimum 8 000 miejsc.